# アルファロメオ・ジュリア
ジュリア（GIULIA）は、イタリアの自動車メーカー、アルファロメオが製造・販売している自動車である。

## 初代 105/115系（1962年 - 1977年）
1950年代に成功した初代ジュリエッタの後継車として、1962年に4ドアセダン（ベルリーナ）が登場。クーペ（スプリント2種）やオープンモデル（スパイダー）は初代ジュリエッタのマイナーチェンジ版が継続生産されていたが、1963年9月にはベルトーネ社のチーフスタイリスト・ジョルジェット・ジウジアーロのデザインした2ドアクーペの「スプリントGT」系が誕生した。
スパイダーは1966年、初代ジュリエッタと同様にピニンファリーナのデザイン・車体製造による「1600スパイダー・デュエット」にモデルチェンジされ、エンジン・シャシーはジュリア系と同一ながら、「ジュリア」として販売されることはなく、終始別車種として扱われた。
また、シャシーは別物ながら、レーシングモデルの「TZ」「TZ2」にもジュリアの名が冠されていた。

### ベルリーナ
最初に登場したジュリアは「TI」と呼ばれた、DOHC1,570 ccシングルキャブ92馬力/6,500 rpm、最高速度160 km/h（100 mph）のモデルであった。TIの名称は国際ツーリングカーレース・「Turismo Internazionale」の略称である。それまで1900やジュリエッタ（初代） の高性能版に与えられていた名称で、シングルキャブエンジン車には似つかわしくなかったが、後に「TIスーパー」と「スーパー」が追加され、1,600 ccの基本モデル（標準車、スタンダード）という位置付けが明確となる。DOHCエンジンに加え、早くも5速マニュアルギアボックスを標準装備し、一見すると単純な箱のように見える車体も当時まだ珍しかった風洞実験を用いてデザインされるなど、ジュリアには当時最先端の技術が注ぎ込まれていた。その一方で、ギアチェンジはコラム式（1964年にフロア化）、ステアリングホイールは大径でホーンリング付き、ブレーキは当初4輪ドラム（段階的に4輪ディスクに改良）、という旧式な面も残していた。
翌1963年にはレーシングモデル（レース用ベース車）の「TIスーパー」が登場する。有名な「クアドロフォリオ・ヴェルデ」（四つ葉のクローバー）のステッカーがフロントフェンダーに貼られ、ホモロゲーション獲得のためわずか501台が生産された。ウェバー45DCOE型ツインキャブレターが与えられた1,570 ccエンジンは112馬力/6,500 rpmに強化され、車体の軽量化、フロアシフト、4輪ディスクブレーキの採用、軽合金ホイールや後のGT系にも似たスポーティーなダッシュボードが与えられるなど、大人しいTIに対して、アルファロメオらしいスポーツ性が詰め込まれており、今日ではコレクターズアイテムとして高値で取引されている。
1964年には廉価版の「1300」が登場、ギアボックスこそシリーズ中唯一の4速となってはいるが、ジュリエッタ（初代） から引き継いだシングルキャブで78馬力/6,000 rpmを発揮するDOHC 1,290 ccエンジンを搭載、ブレーキも4輪ディスクが奢られるなど、国際自動車連盟（FIA）の1.3 L以下の各競技に出場できるベース車として相応しい内容となっていた。
1965年には「ジュリア・スーパー」が登場した。「TI」にホモロゲーション獲得用の限定生産車「TIスーパー」のエッセンスを注入したモデルで、1,570 ccエンジンはウェバー40DCOEツインキャブで98馬力/5,500 rpmを発揮、最高出力を発生する回転域が下げられ、低～中回転域のトルクも増強されて扱いやすさと高性能を両立させた。ダッシュボード-も一新され、ステアリングホイールもスポーティーなデザインとなり、4輪ディスクブレーキはバキュームサーボ付きとなった。スーパーは好ましいスポーツサルーンとして人気を博し、成功作となった。1968年にはエンジンの102馬力へのパワーアップ（最高速度170km/h）、後輪サスペンションへのロールバー追加、タイヤサイズ変更（155/15から165/14に）が行われた。また、1967年にはジュリア系をベースに車体の前後を延長し、各部を改良した上級車・1750がデビューしている。 
1965年には「スーパー」と共に「1300TI」も登場、エンジンはジュリア系のものに改められ、同じ1,290 ccながら82馬力/6,000 rpmにパワーアップした。ギアボックスも5速となり、1968年以降は「スーパー」同様にスポーティーなインテリアが与えられた。同年には1962年以来の「TI」が1,570 cc 95馬力/5,500 rpmの中間モデル「1600S」に改められた。
各車種とも、1970年にはサイドブレーキがダッシュボード下のアンブレラ型からセンターコンソール中央のステッキ型に、左ハンドル車のペダルは吊り下げ式となり、ブレーキも二系統式となった。また、1300のエンジンをGT系のものに強化した「スーパー1300」が追加され、1600Sは消滅した。
1972年になって車種体系が見直され、「スーパー1.3」「スーパー1.6」の二種類に整理された。アルファロメオのボトムレンジとして前年にアルファスッドがイタリア南部で生産開始され、上級の 1750はこの年、アルフェッタ にモデルチェンジするなど、そろそろ世代交代の波が訪れようとしていた。
1974年、ベルリーナは最後のマイナーチェンジを受け、「ヌォーヴァ・スーパー1.3/1.6」となった。プラスチック製の新しいフロントグリル、平らなボンネット、そして4灯式ヘッドランプで印象は大きく変わり、従来の個性は失われた。1976年には1,760 cc 55馬力のディーゼル版が登場し、約6,500台が生産された。
ジュリア系ベルリーナの生産は1977年で終了、2代目ジュリエッタに世代交代した。

### スプリントGT
1963年9月、10年近くにわたって生産されてきた旧スプリントに代わる2ドア4座クーペが「ジュリア・スプリントGT」としてデビューした。デザインは旧型同様カロッツェリア・ベルトーネが担当したが、チーフスタイリストは先代のフランコ・スカリオーネではなく、新進気鋭のジョルジェット・ジウジアーロに交代した。1960年に先行してデビューしていた2000/2600スプリントのテーマをより発展させたデザインは、ボンネットに段差を持たせた表情から日本では「段付き」の愛称で親しまれ、ジウジアーロの代表作となっている。
ベルリーナ同様、車種体系は何度も整理された。当初デビューした「スプリントGT」(106馬力/6,000rpm　最高速度180km/h)に続き、翌年にはカロッツェリア・トゥーリングがオープンに改造した「ジュリア・スプリントGTC」、1965年には109馬力となりトルクも増強された高性能版の「ジュリア・スプリントGTV(Veloce)」が順次追加され（翌1966年にオリジナルのGTは消滅）、1967年にアルファロメオ・1750GTVに世代交代するまで生産された。
一方、GTV登場と同じ1965年には、旧「スプリント1300」の後継版あるいはスプリントGTの廉価版として、1,290cc 89馬力の「アルファロメオ・GT1300ジュニア」が登場、1750GTV登場後も継続生産されたが、1970年には特徴的だった「段付き」と呼ばれるフロントノーズが1750GTV同様の形状に変更され、多くの愛好家を嘆かせた。なお、GTジュニアと1750/2000の車体は、リアホイールアーチが大きくなっており、ジュリア・スプリント系との識別ポイントとなっている。
1972年、1750GTVが2000GTVに発展すると、1300とのギャップを埋めるべく1,570cc版も「アルファロメオ・GT1600ジュニア」として復活した。1974年には2000GTVと同じ4灯式ヘッドライトのフロントグリルに改められ、形式も105系から2000と同じ115系に変更された。
1300が1977年、1600は1976年まで生産され、アルファスッド・スプリントとアルフェッタGT1.6にそれぞれバトンタッチした。

### GTA

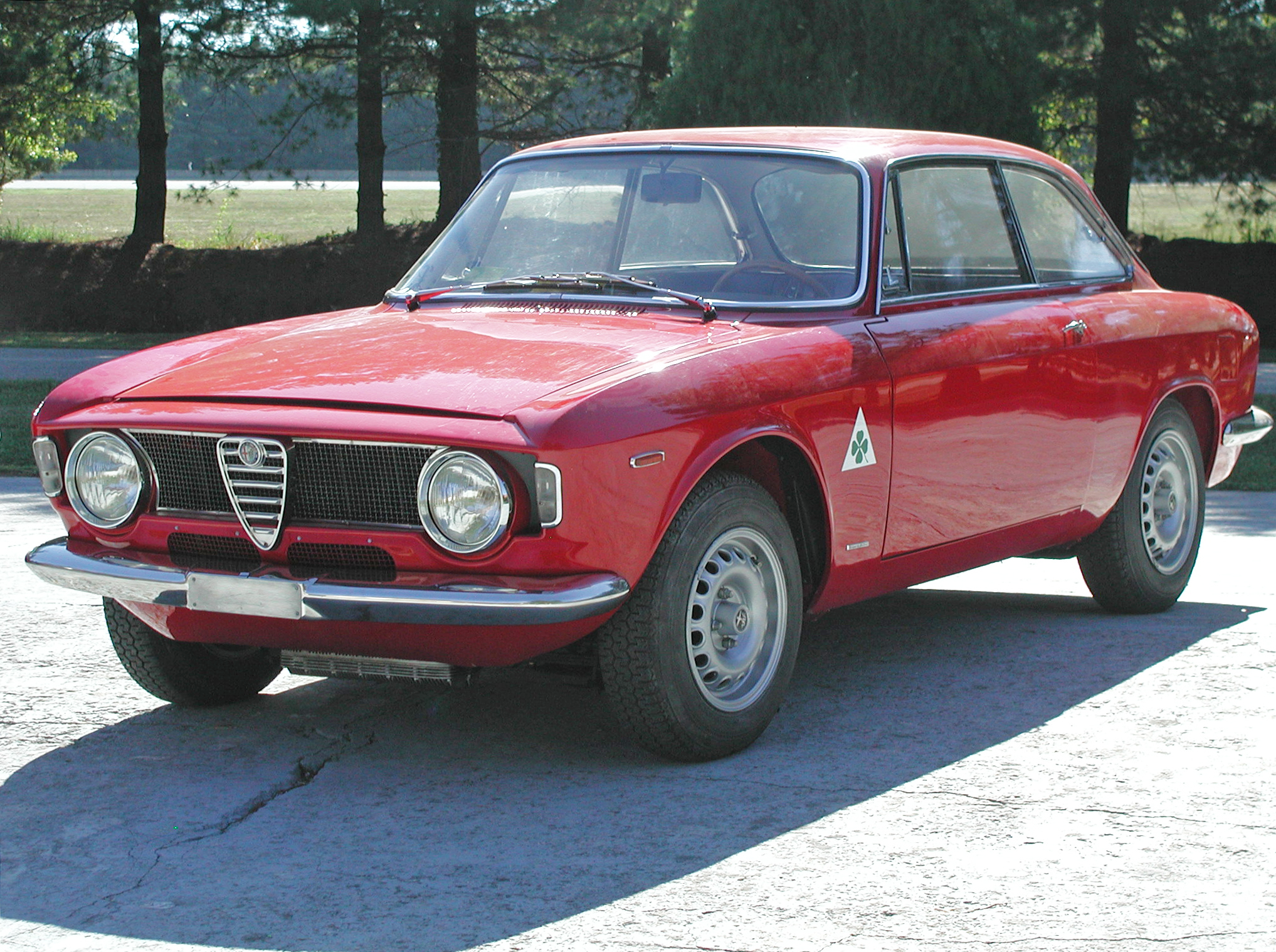
ジュリア・スプリントGTAストラダーレ

スプリントGTのボディをアルミニウム製にして軽量化したレース向けホットモデルが、1965年に登場した「ジュリア・スプリントGTA」である。「A」はイタリア語の"Alleggerita"（軽量化された）の略である。1,570ccエンジンも新しいツインプラグを持つシリンダーヘッド、「ジュリアTIスーパー」と同じウェバー45DCOE型ツインキャブレター、マグネシウム製オイルサンプ・カムカバー・クラッチハウジングなどでチューンアップ・軽量化され、車両重量は750kgほどにまで軽量化されていた。「ストラダーレ」と呼ばれたロードバージョンも少数作られたが、大半はアルファロメオのレース部門・アウトデルタに持ち込まれてレース用に改造され、1966年から1969年まで4年連続でヨーロッパツーリングカー選手権のチャンピオンとなり、アメリカのSCCAツーリングカーレースでも活躍した。
1968年には1,290ccの「GTA1300ジュニア」も 追加され、1969年にジュリアGTAが生産を終了した後も1973年まで存続した。エンジンは通常の1300GTジュニアのものではなく、ジュリアGTAのエンジンのストロークを82mmから67.5mmに短縮したものが用いられた。車体は1300GTジュニアがベースで、同様に大き目なリアホイールアーチを持つ。

### TZ/TZ2

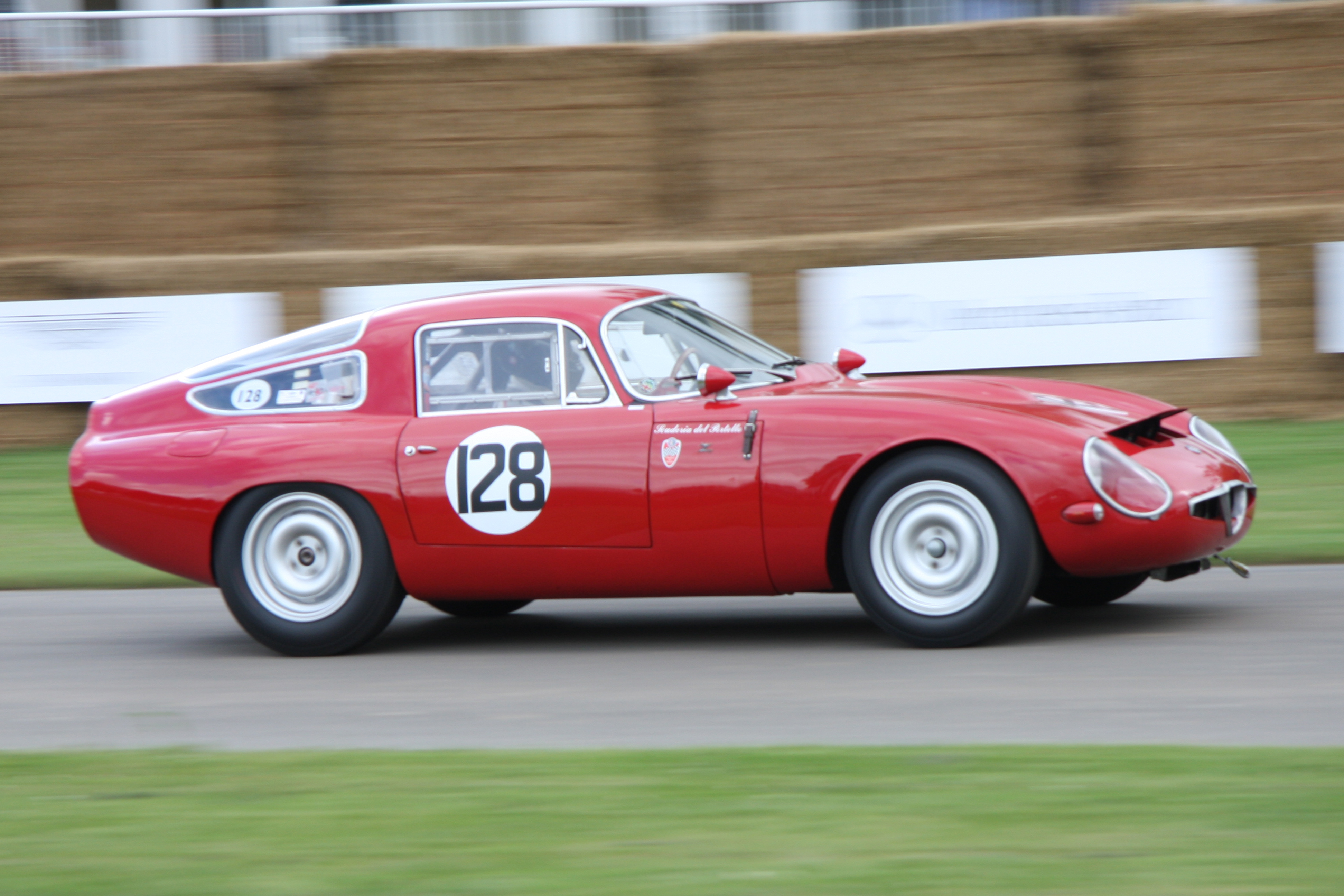
ジュリアTZ

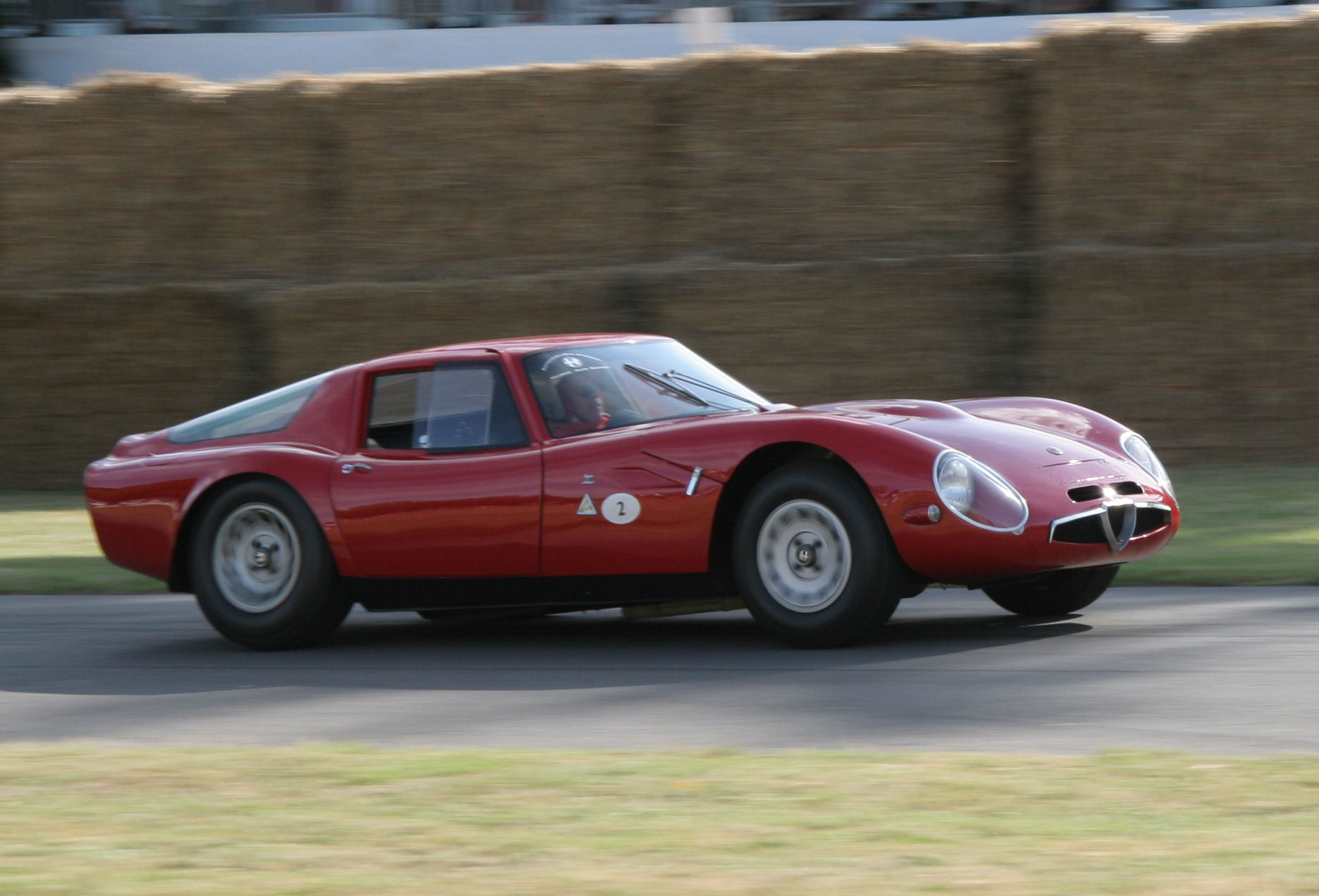
ジュリアTZ2

1963年に、ジュリエッタSZの後継者として登場したレーシングスポーツカーが「ジュリアTZ(Tubolare Zagato)」である。元フェラーリの技術者・カルロ・キティが率いるアウトデルタが、105系ジュリアをベースにしながらも鋼管チューブラーフレーム、SZ同様カロッツェリア・ザガートがデザイン・製造したアルミニウム製車体、後にGTAにも用いられるツインプラグシリンダーヘッド、専用の四輪独立サスペンションを持ち、車両重量は650kgに過ぎず、最高速度は216km/hに達した。この高性能には車体後部のコーダ・トロンカと呼ばれる空力的なデザインも貢献していた。GTクラスのツーリングカーレースに出場するため100台を作る予定であったが、結局112台が生産され、今日でも理想的なレーシングスポーツカーとして非常に人気が高い。
1965年には新しい車体が与えられ、「ジュリアTZ2」に発展した。車体はFRP製となり、車両重量は620kgへと軽量化された。ロードカーとしても販売されたTZと違い、TZ2はレース仕様しか生産されず、高度にチューンされた170馬力エンジンで、最高速度は245km/hに達した。TZ2は12台しか生産されなかった。GTカーレースはミッドシップエンジン車中心の闘いとなっており、フロントエンジンのTZ2には勝利のチャンスは乏しかった。アルファロメオはGTAによるツーリングカーレースに主力を移す決断をしたのだった。TZ2はTZ以上に貴重なモデルとして、ヒストリックカー市場では高値で取引されている。

#### TZ3コルサ/ストラダーレ

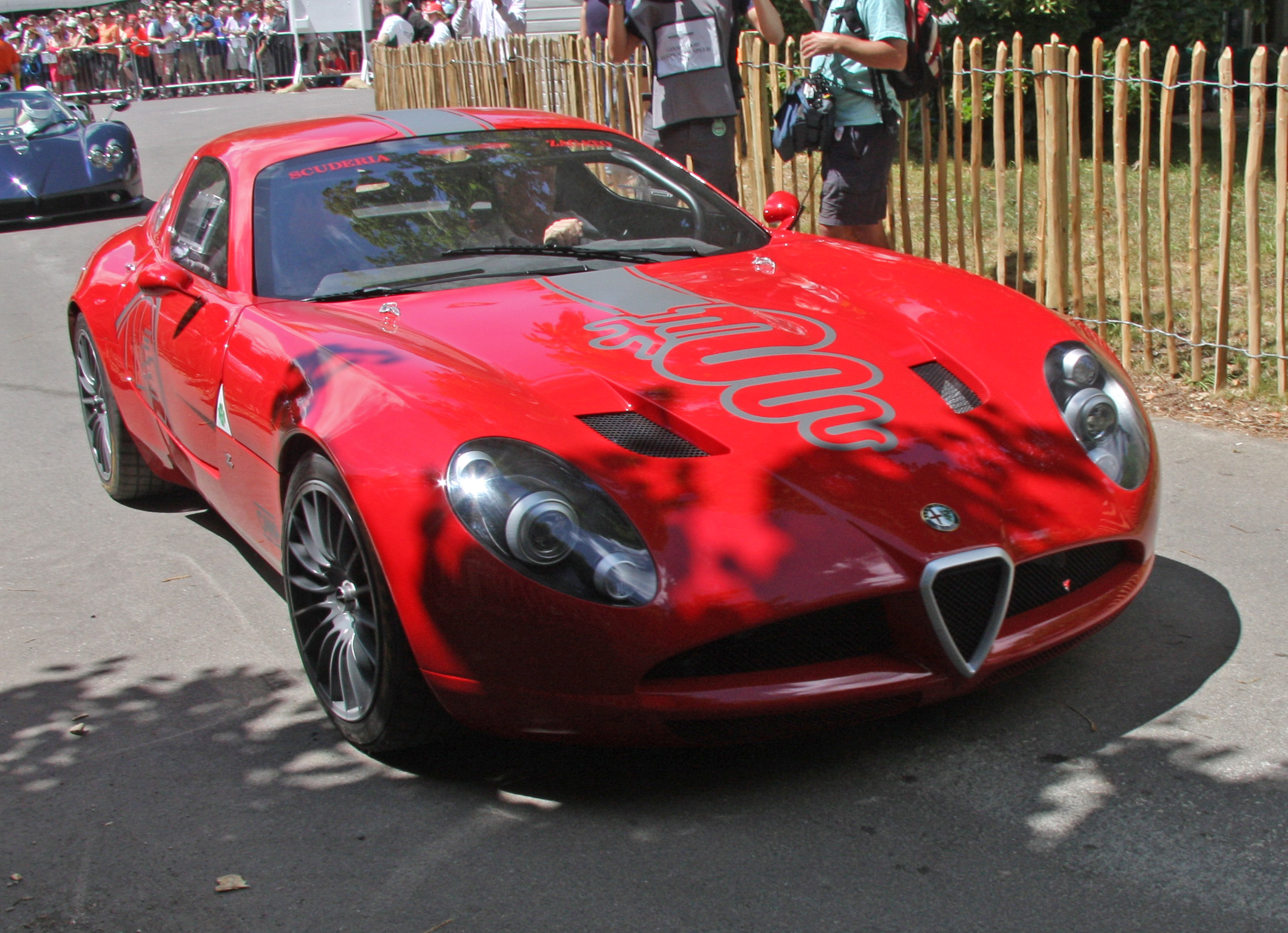
TZ3コルサ

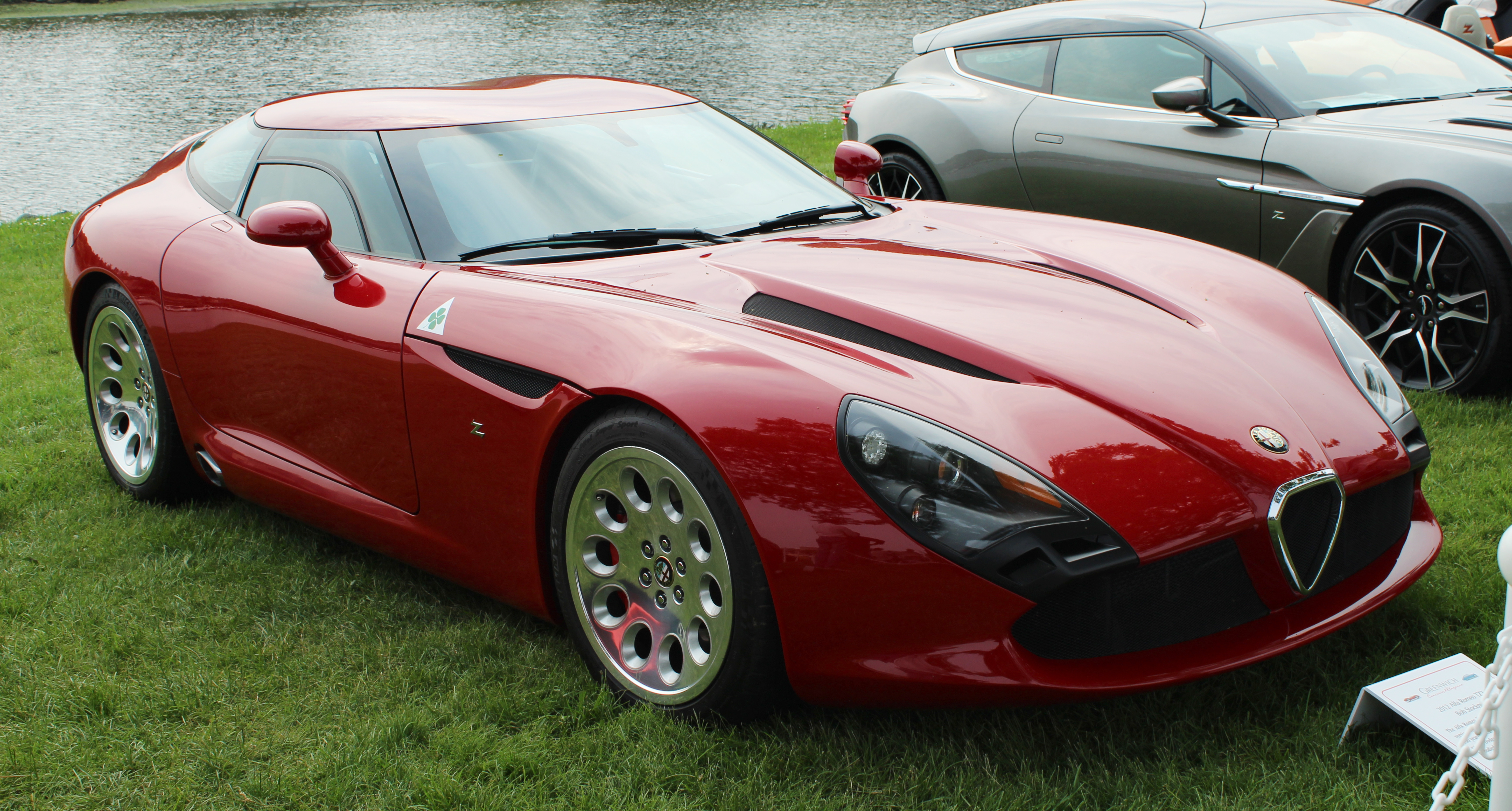
TZ3ストラダーレ

アルファロメオとカロッツェリア・ザガートの提携90周年、およびアルファロメオの創業100周年を記念して、TZの名を復活させたのが「TZ3コルサ」である。ドイツのアルファロメオ・コレクター、マルティン・カップの依頼により、レース出場車として1台のみ製造された。オリジナルシャーシにマセラティ用をベースとしたV型8気筒4,200ccエンジンを搭載（420馬力）。アルミニウム製ボディはロングノーズ、コーダ・トロンカという往年のTZのデザインを再現している。デザイナーは原田則彦。
2010年4月にイタリア・コモ湖畔で開催されたコンコルソ・デレガンツァ・ヴィラデステにて公開され、コンセプトカー・プロトタイプ部門の最優秀デザイン賞を獲得した。
2011年にはロードモデルの「TZ3ストラダーレ」が発表された。ベースはダッジ・バイパーACRで、V型10気筒8,400ccエンジン（600馬力）を搭載する。ボディはカーボン製で、デザインもコルサとは異なるものとなっている。生産予定台数は9台。

### 日本への輸入
当時の日本でもジュリア系は人気が高く、総代理店、伊藤忠オートによって、同社がアルファロメオの輸入代理店となった直後の1963年から1975年頃まで、比較的多数が輸入された。GTAもごく少数輸入された。その後も特にGT系を中心に、ヒストリックカーとして多数が中古車として並行輸入されている。

## 2代目 952系（2016年 - ）
2015年6月に、159の後継としてアルファロメオ本社で発表。ボディタイプは4ドアセダンのみで、159に設定されたスポーツワゴンの設定はない。プラットフォームはマセラティと共同開発した、後輪駆動および四輪駆動の新設計アーキテクチャー「ジョルジオ」を採用。アルファロメオにおける後輪駆動（FR）のセダンは75以来で、グローバルブランドとしての復活を担う世界戦略車としての位置づけとなる。
日本においては2017年9月6日に、FCAジャパン（現：Stellantisジャパン）が2017年10月4日から発売すると発表した。この発表と同時に、全国のアルファロメオ取り扱いディーラーを専売店舗化させることに伴い、本代以降の販売は専売店舗に移行可能な販売店に限られ、専売店舗以外では販売・メンテナンスは不可となる。
日本でのグレード体系は「GIULIA」「GIULIA SUPER」「GIULIA VELOCE」「GIULIA QUADRIFOGLIO」の4つで、このうちベースグレード「GIULIA」（後に「2.0 TURBO」に変更）は受注生産モデルとなる。2018年1月20日には「GIULIA VELOCE」に左ハンドル・4輪駆動より10万安の右ハンドル・FR仕様が追加される。2019年4月6日、ディーゼルモデルの「2.2 TURBO DIESEL SUPER」が追加発売された。アルファロメオとしてはディーゼル日本初導入となる。装備面は「2.0 TURBO SUPER」と同じ。同日にステルヴィオにもディーゼルモデルの「2.2 TURBO DIESEL Q4」が追加された。なお、ディーゼル導入に伴いグレード表記が一部変更になり、ガソリンエンジンモデルは「2.0 TURBO」「2.0 TURBO SUPER」「2.0 TURBO VELOCE」「2.9 V6 BI-TURBO QUADRIFOGLIO」となる。
2020年10月3日（発表は8月20日）、マイナーチェンジと同時に「2.0 TURBO」に代わる新しいエントリーグレード「2.0 TURBO SPRINT」を発売。基本的な装備と安全性能を備えつつ、価格を国産車と輸入車の中間の価格に抑えた。全車標準のConnectシステムは新たにタッチパネルを採用し、「2.2 TURBO DIESEL SUPER」以上はナビゲーション付きとなる。また、全車に衝突被害軽減ブレーキを標準装備し、「2.2 TURBO DIESEL SUPER」以上にはアダプティブクルーズコントロール、トラフィックジャムアシスト、トラフィックサインレコグニション（標識認識機能）、インテリジェントスピードコントロール（標識の制限速度に応じた速度自動設定）、オートハイビームを装備し、「2.9 V6 BI-TURBO QUADRIFOGLIO」を除く全車でサポカーの対象となった。また、この改良で中間グレードの「SUPER」はターボディーゼルのみの設定になっている。
2021年7月10日にグレードの集約を行った。これによってグレードは「2.0 TURBO VELOCE（右ハンドル車）」「2.9 V6 BI-TURBO QUADRIFOGLIO」の2つのみになり、「2.0 TURBO VELOCE（左ハンドル車）」「2.0 TURBO SPRINT」「2.2 TURBO DIESEL SUPER」は在庫限りとなる。また、「2.9 V6 BI-TURBO QUADRIFOGLIO」はルーフの材質がカーボンファイバーからアルミニウムに変更された。
2022年5月16日、新グレード「2.0 TURBO Ti」(Turismo Internazionaleの意)を追加。新意匠のダークタービンデザイン18インチアルミホイールに加え、本グレードのみに用意されるグレーオークウッドパネルや、前席シートヒーター・運転席シートメモリー付タンカラーナチュラルレザーシートを採用する。なお、「2.0 TURBO VELOCE」「2.9 V6 BI-TURBO QUADRIFOGLIO」も同日に仕様変更を行い、「2.0 TURBO VELOCE」はブラックのフロントグリルやエクステリアミラーハウジング、ダークエキゾーストフィニッシャー、新デザインの19インチアルミホイールを搭載した。「2.9 V6 BI-TURBO QUADRIFOGLIO」はブラックテールライト、レザー／アルカンターラステアリングホイールに加え、スパルコ社製カーボンバケットシートを搭載した。
2022年7月12日、限定車「ESTREMA」を発売。ステルヴィオにも設定される。「ESTREMA（エストレマ）」は“極限、極致”を意味するイタリア語。カーボンファイバー製フロントグリルインサート、サイドミラーハウジング、ダークエンブレム、ブラック仕上げブレーキキャリパーを装備する。電子制御可変式ダンパーを備えたALFAアクティブサスペンションを搭載し、ALFA DNAドライブモードシステムで選んだモードに応じて減衰力が最適化される。ジュリアにはこれに加え、ダークデザインのアルミホイールも特別装備として追加される。インテリアもアルカンターラスポーツレザーシート、カーボンパネル、サンルーフを特別装備し、スポーティかつ開放感ある室内空間を演出する。カラーは、ミザーノブルーとブルカノブラックの2色で、限定はブルーが45台、ブラックが25台。
2023年6月3日、仕様変更。今回の変更で、「2.0 TURBO Ti」が廃止された。同時に、限定車の「Rosso Speciale（ロッソ スペチアーレ）」を全国限定20台で発売。「2.0 TURBO VELOCE」は、「トライローブ」と呼ばれるフロントグリル部分およびテールランプに最新の意匠を施し、フルLEDマトリクスヘッドライトを新たに採用した。また、インテリアでは12.3インチのデジタルメータークラスターを装備した。限定車の「2.0 TURBO Rosso Speciale」は、「2.0 TURBO VELOCE」をベースにボディカラーにエトナレッドを採用し、サンルーフを特別装備として追加した。
2023年9月30日、Quadrifoglioの100周年を記念した限定車「Quadrifoglio 100th Anniversario」を抽選予約開始。全世界100台限定生産で、そのうち日本には17台が割り当てられる。2024年に発売予定のモデルチェンジ版（ベースモデルは2023年6月に仕様変更済み）をベースに、モントリオール グリーンのボディとカーボンVヴェゼルのフロントグリル、そしてゴールドのブレーキキャリパーをエクステリアに施し、機械式LSD（リミテッドスリップディファレンシャル）を装備。インテリアは、全席がレザー/アルカンターラシート、ダッシュボードには100周年記念特別ロゴのゴールドステッチを施した。
2023年11月28日、「2.9 V6 BI-TURBO QUADRIFOGLIO」（ジュリア・ステルヴィオ共）の仕様変更。メカニカル・リミテッド・スリップ・ディファレンシャルをクワドリファリオとして初採用した。先に仕様変更した「2.0 TURBO VELOCE」同様12.3インチデジタルクラスターメーターを採用し、本グレード専用モードとして必要な情報をカスタマイズできる「Race」レイアウトが追加された。インテリアは専用のカーボンファイバー3D仕上げとして独特なマット仕上げとしている。
2024年3月8日、カスタマイズプログラム「Design Your Quadrifoglio」を同日から6月30日まで実施。最上位モデルの「2.9 V6 BI-TURBO QUADRIFOGLIO」を自分好みにカスタマイズできる物で、ステルヴィオ／ジュリア共通仕様としてルーフはボディカラー同一かカーボンファイバールーフ、ブレーキは標準ディスクかカーボンセラミック製ブレーキディスク、シートはスポーツレザーシート（8ウェイパワー、パワーランバーサポート、パワーサイドサポート、ステアリングヒーター付き）かスパルコ社製カーボンバケットシート、カラーはアルファ レッド、ヴェズヴィオ グレー、ブルカノ ブラック、ミザーノ ブルー、モントリオール グリーンの5色から選択でき合計40通り。ジュリアは更に、アルミホイールにガンメタリック仕上げ5ホールデザインかダーク仕上げ軽量タイプを選択でき、合計80通りから選択できる。
2024年4月25日、限定車「Veloce Superiore」を発売。「2.0 TURBO VELOCE」をベースに、Alfa Romeo純正クラウド型ドライブレコーダーとアルファ ロメオのロゴをあしらった、NEGRONI（ネグローニ）社製のオリジナルレーシングストライプウォレットを特別装備した。また、同車購入者はメーカー保証2年延長プランの「Extended Care Plus」が無償加入される（合計で5年）。限定は41台。
2024年5月24日、限定車「SUPER SPORT（スーペル スポルト）」を抽選予約受付開始。「ミッレミリア」第2回大会で「6C 1500 Super Sport」で初優勝した伝説的勝利をオマージュしたもの。「2.9 V6 BI-TURBO QUADRIFOGLIO」をベースに、デザイン部門のチェントロ・スティーレが、クアドリフォリオロゴをブラック基調としたものに再解釈し、フロントグリルおよびドアミラーには、カーボン素材を使用。インテリアではレッドステッチのアクセントを施した3Dカーボンファイバーをダッシュボード、センターコンソール、ドアパネルに使用。スポーツレザーシート（6ウェイパワー、シートヒーター付き）には、専用の赤いロゴステッチとシリアルナンバーが刺繍されている。全世界で275台の限定で、日本には20台（ブルカノ ブラック10台、エトナ レッド10台）が設定される。2024年6月19日までの抽選受付。
2024年8月22日、限定車「Veloce Monochrome Edition」を発売。「2.0 TURBO VELOCE」をベースに、ボディの5か所（フロントのAlfa Romeoエンブレム、フロントフェンダー左右のVELOCEエンブレム、リアのGIULIAエンブレムとQ2エンブレム）にモノクロームのダークエンブレムを施し、カーボンリアスポイラーを追加。カラーはアルファ レッド、アルファ ホワイト、ブルカノ ブラックの3色で限定は41台。なお、同限定車の購入者にはドライブレコーダーやETC等に利用できる純正アクセサリー購入資金10万円分がもれなくプレゼントされる。
2024年10月1日、限定車「TRIBUTO ITALIANO（トリブート イタリアーノ）」を発売。イタリア本国ではジュリア及びステルヴィオの最上位モデルとして設定されるもので、共通装備としてブラックルーフ、イタリア国旗を施したミラーキャップをエクステリアに、インテリアにはダッシュボード、シート、ドアパネル、センターコンソールにレッドステッチを、フロントヘッドレストにはTRIBUTO ITALIANOロゴ刺繍を施した。また、通常は「2.9 V6 BI-TURBO QUADRIFOGLIO」にのみ装備されるアルファ アクティブ サスペンションを装備した。
ジュリアにはこれに加え、特別仕様の19インチアルミホイールを追加している。カラーはアルファ レッド、アルファ ホワイト、モントリオール グリーンの3色で限定は74台。
2024年11月9日、クワドリファリオ（左ハンドル車）のカスタマイズプログラム「Design Your Quadrifoglio」を同日から2025年6月30日まで実施。左ハンドル車の「2.9 V6 BI-TURBO QUADRIFOGLIO」を自分の好みでカスタマイズできるもので、左ハンドル車は本カスタマイズでのみ販売される。ルーフ、ブレーキ、シート、ホイール、ボディカラーを組み合わせて（合計144通り）自分好みの車に仕立てることが出来る。そのうち、ホイールは19インチシルバー仕上げの軽量アルミホイールが日本のみ特別設定されている（限定20台）。
2025年2月7日、現行クワドリファリオ最後のカスタマイズプログラムとなる「The Last Call for Design Your Quadrifoglio」を同年4月28日まで実施。「2.9 V6 BI-TURBO QUADRIFOGLIO」を自分好みにカスタマイズできるもので、前回との違いとして以前は限定車「SUPER SPORT」及び「Design Your Quadrifoglio（左ハンドル車）」でのみ選択可能だったエトナレッドがボディカラーに加わった。ステルヴィオはルーフ、シート、ブレーキ、ボディカラーの48通り、ジュリアはそれに加えホイールも選択可能で合計96通り。限定はジュリアが60台、ステルヴィオが15台。
2025年7月24日、新グレード「2.0 TURBO SPRINT」を発売。2021年に一旦消滅してから4年ぶりのグレード復活となる。2.0 TURBO VELOCEと比べて、レザーシートをナチュラルレザーに変更、LSDと盗難防止装置の割愛、アルミホイールを18インチに変更し、税込665万円とVELOCE比で60万円安くなっている。

### GTA/GTAm
2021年4月26日から5月9日までの期間限定で、「ジュリアGTA」及び「ジュリアGTAm」を確定注文受付。かつて初代ジュリアで存在した「ジュリア・スプリントGTA」に敬意を表して開発されたモデルで、「2.9 V6 BI-TURBO QUADRIFOGLIO」をベースに、GTAはCFRP製のボンネットやルーフに加えフロントバンパー、フロントフェンダー、ルーフ、リアディフューザーにもCFRPを採用しベースモデルに比べて約50kgの軽量化を実現。GTAm（mはモディファイドの略）は、それに加え後席シートの撤廃とロールバー設置、サイドとリアウィンドウにポリカーボネート製ウィンドウを採用したことによって更に50kg（合計100kg）軽量化している。他に、「ザウバーエアロキット（CFRP製サイドスカートとリアスポイラー）」、「GTA」ロゴ入りスパルコ製スポーツシート（GTA）、サベルト製スポーツシート（GTAm）、アクラポヴィッチ社製エキゾーストシステムを採用している。注文の際は、公式サイトでのコンフィギュレータによる仕様決定と頭金10%の支払いが必要になる。

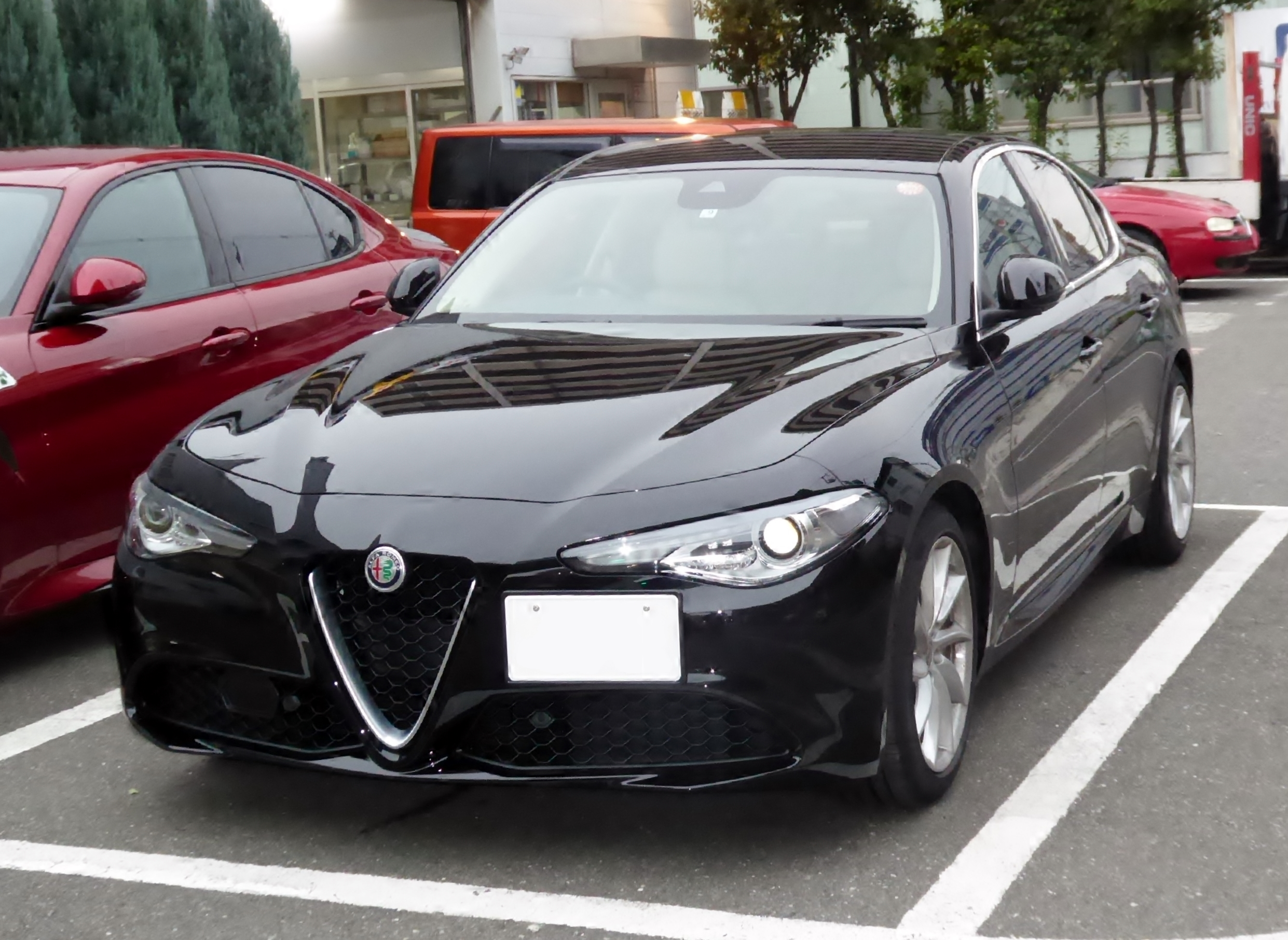
日本仕様 2017年10月販売型 SUPER フロント
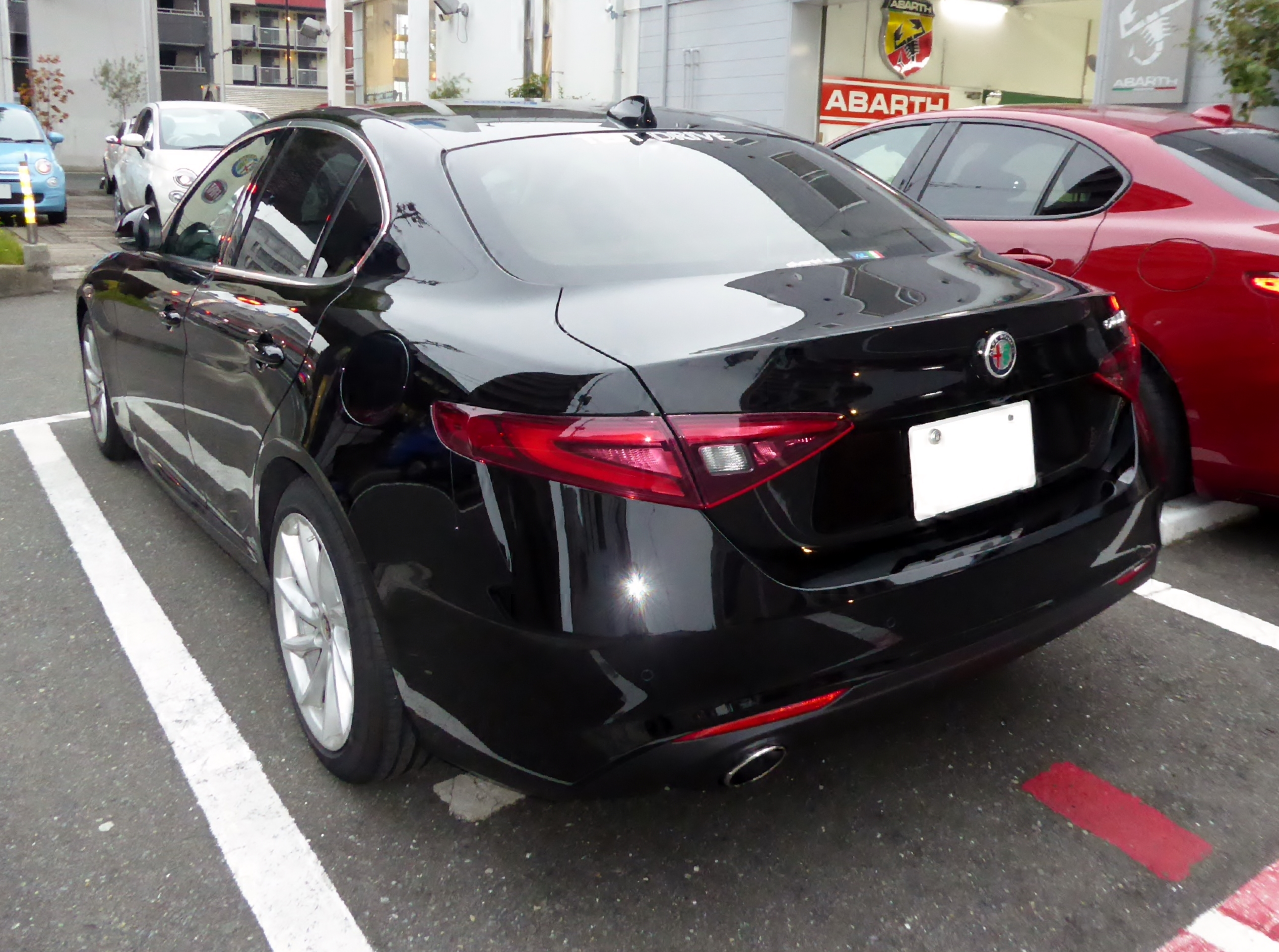
日本仕様 2017年10月販売型 SUPER リア
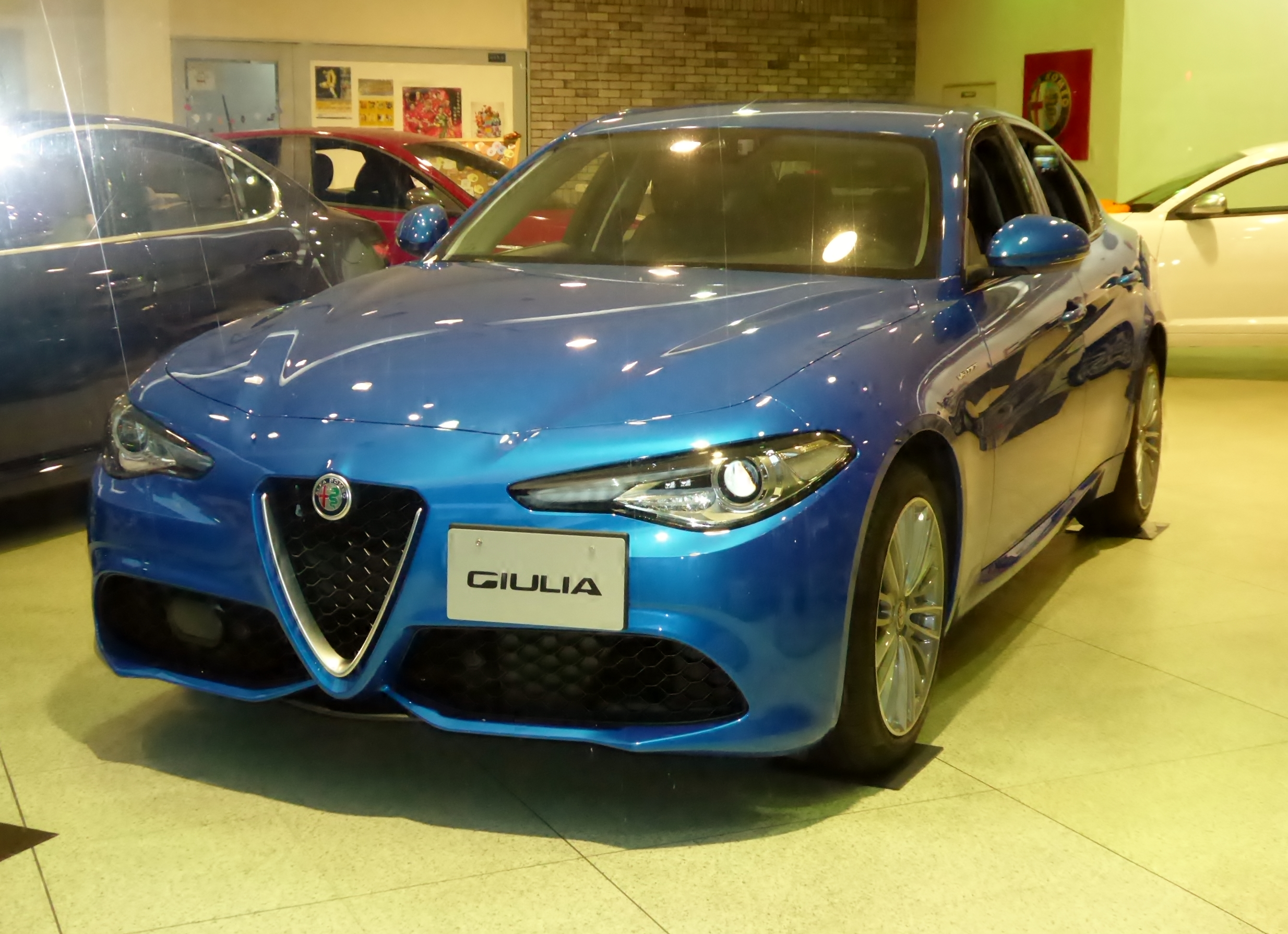
日本仕様 2017年10月販売型 VELOCE フロント
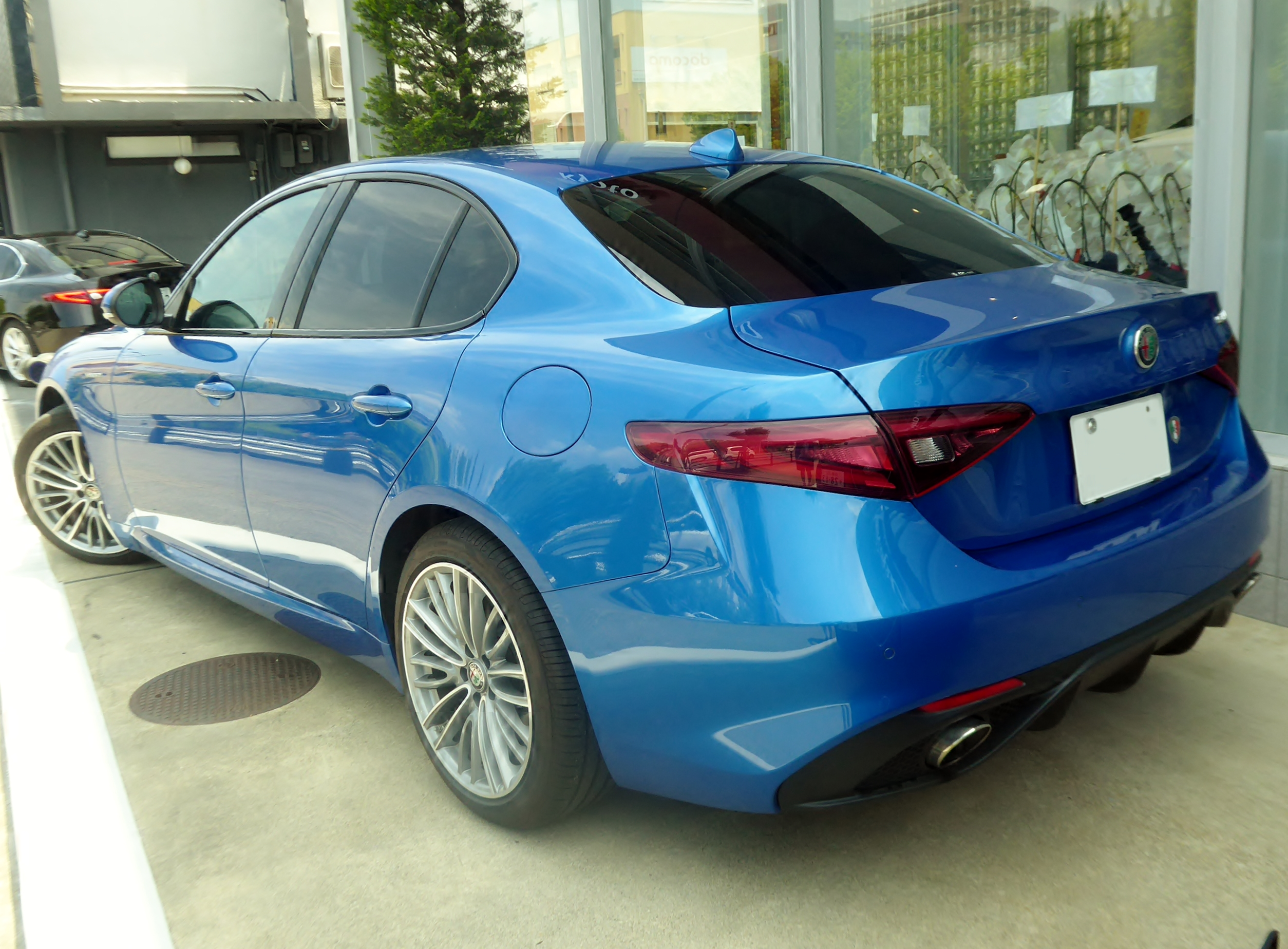
日本仕様 2017年10月販売型 VELOCE リア
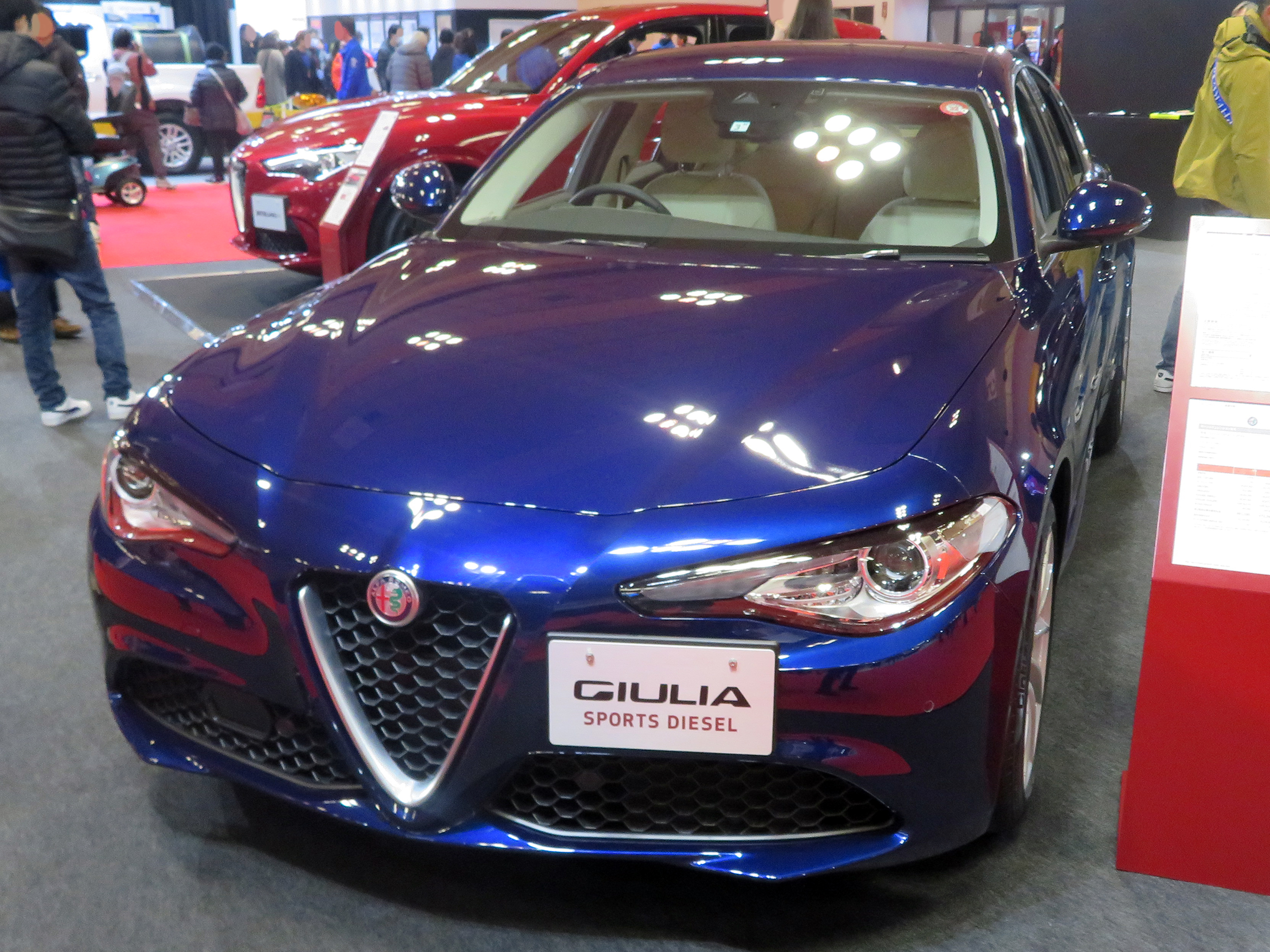
日本仕様 2017年10月販売型 2.2 TURBO DIESEL SUPER フロント
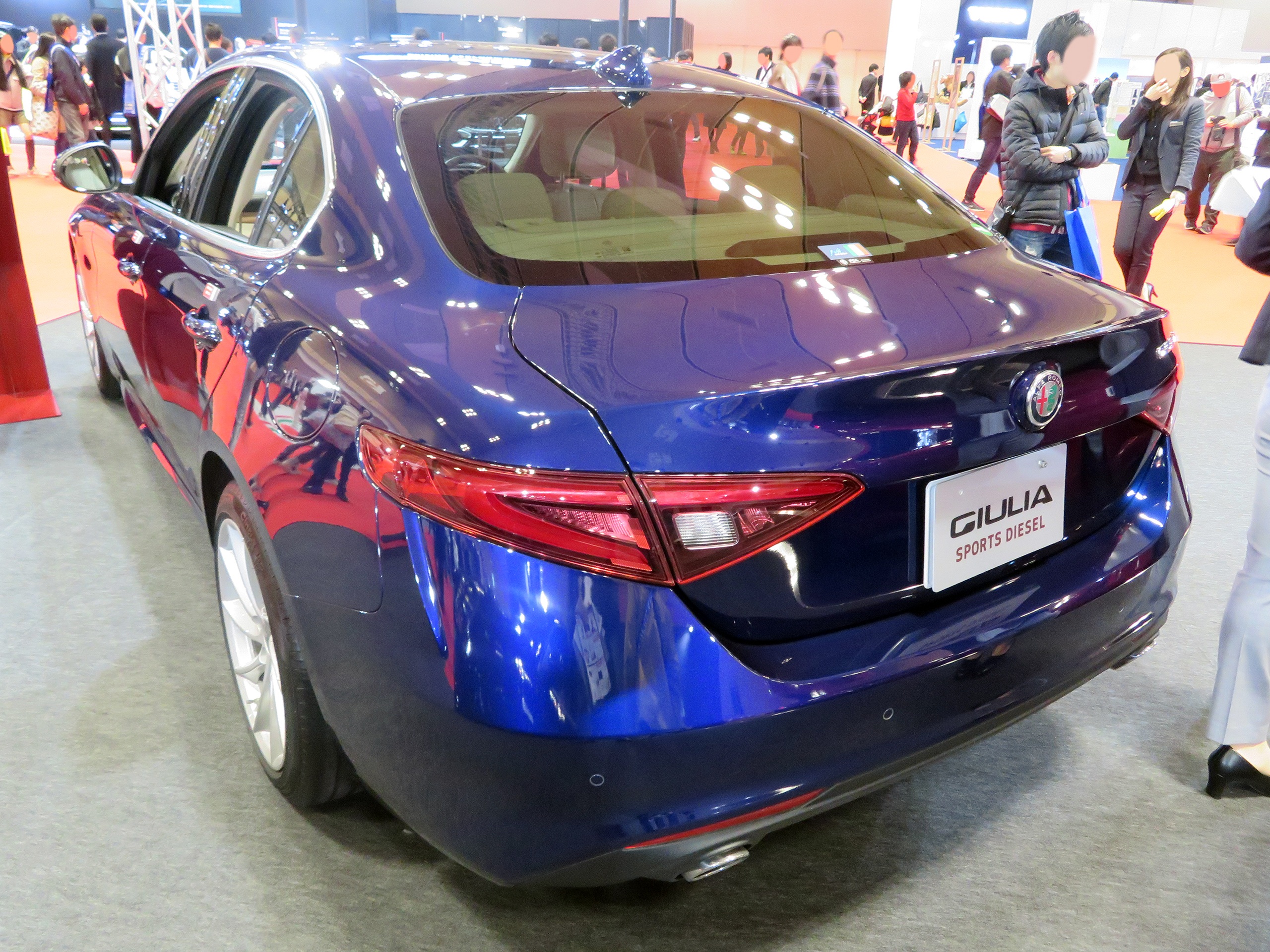
日本仕様 2017年10月販売型 2.2 TURBO DIESEL SUPER リア
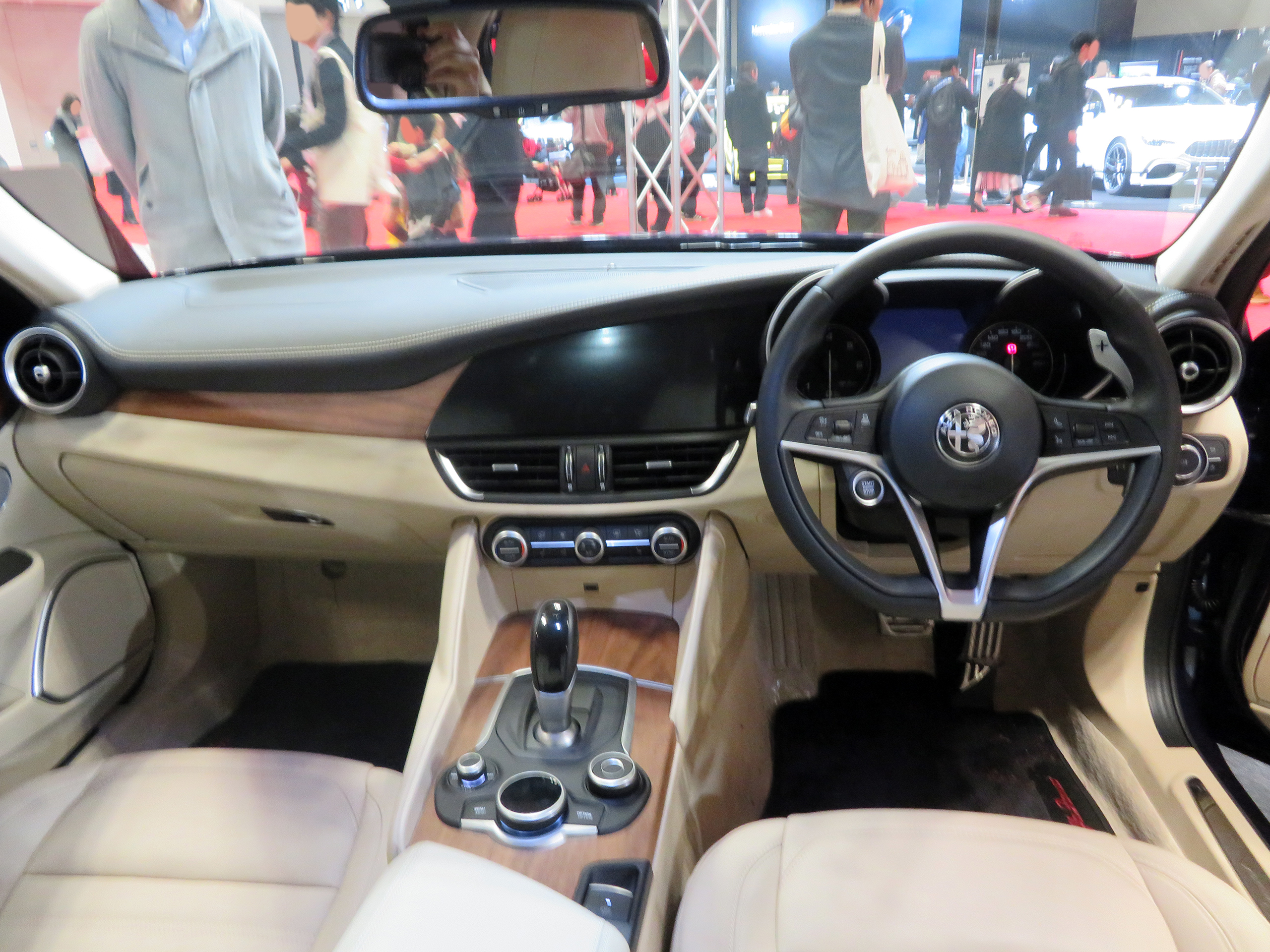
日本仕様 2017年10月販売型 2.2 TURBO DIESEL SUPER インテリア
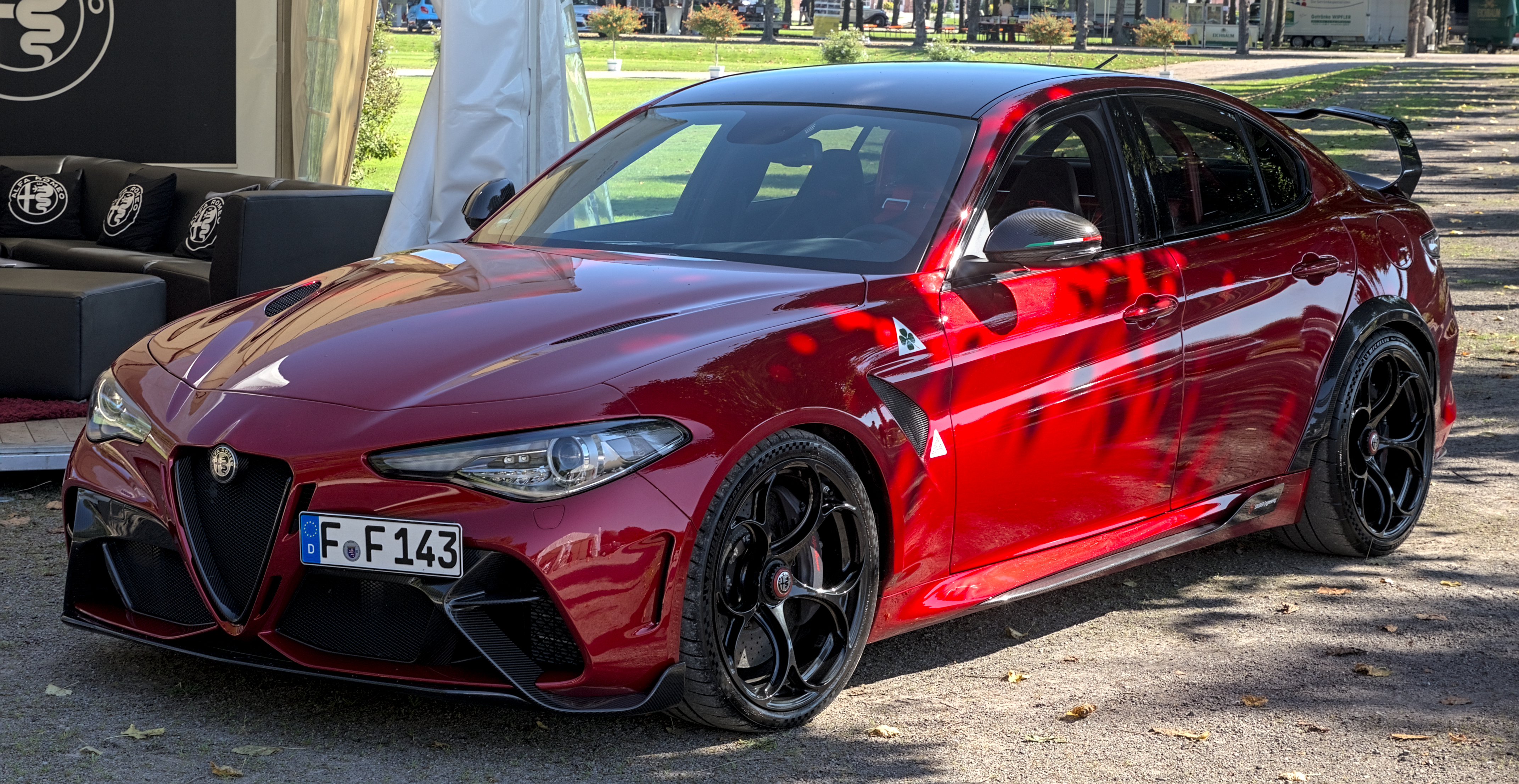
GTA
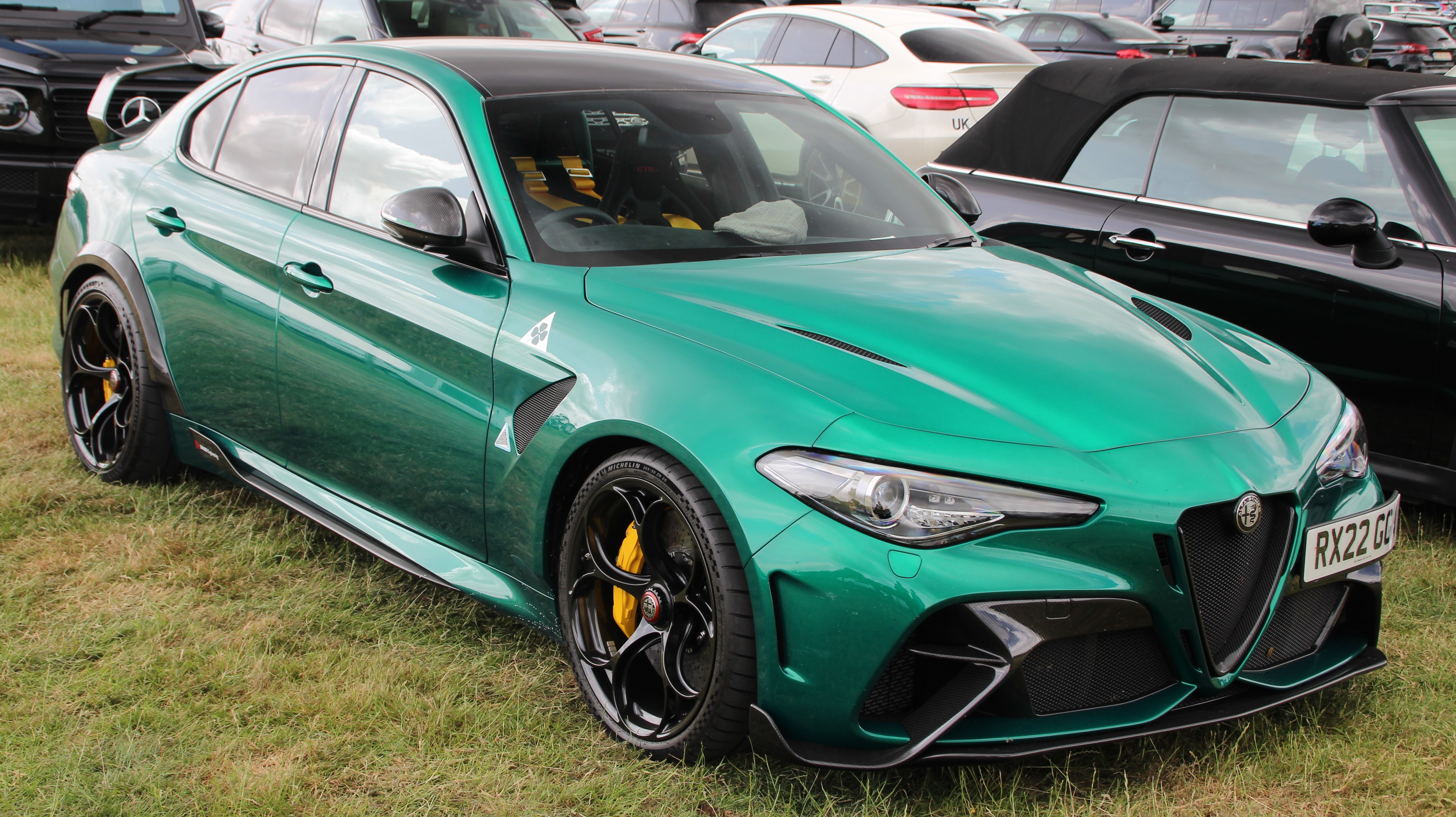
ジュリアGTAm
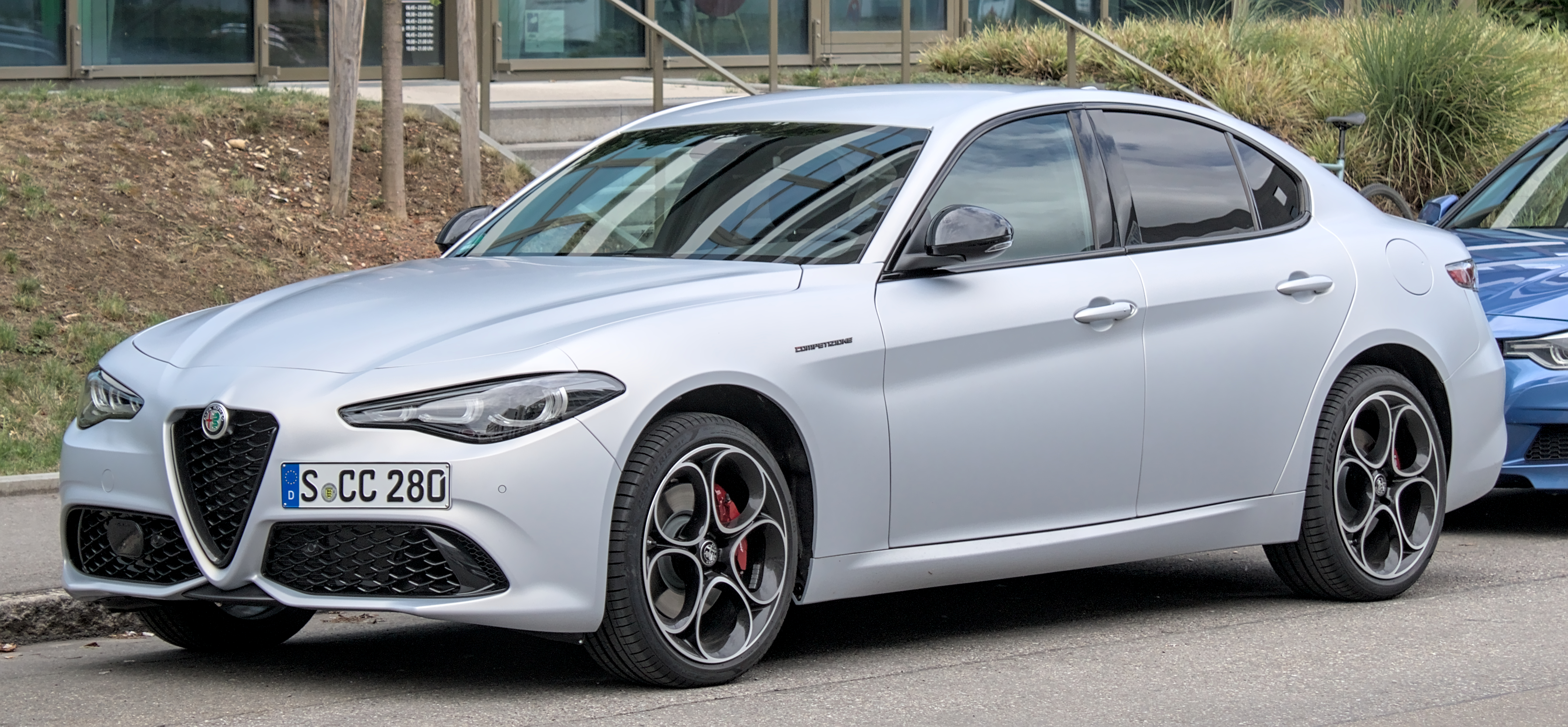
2023年改良型
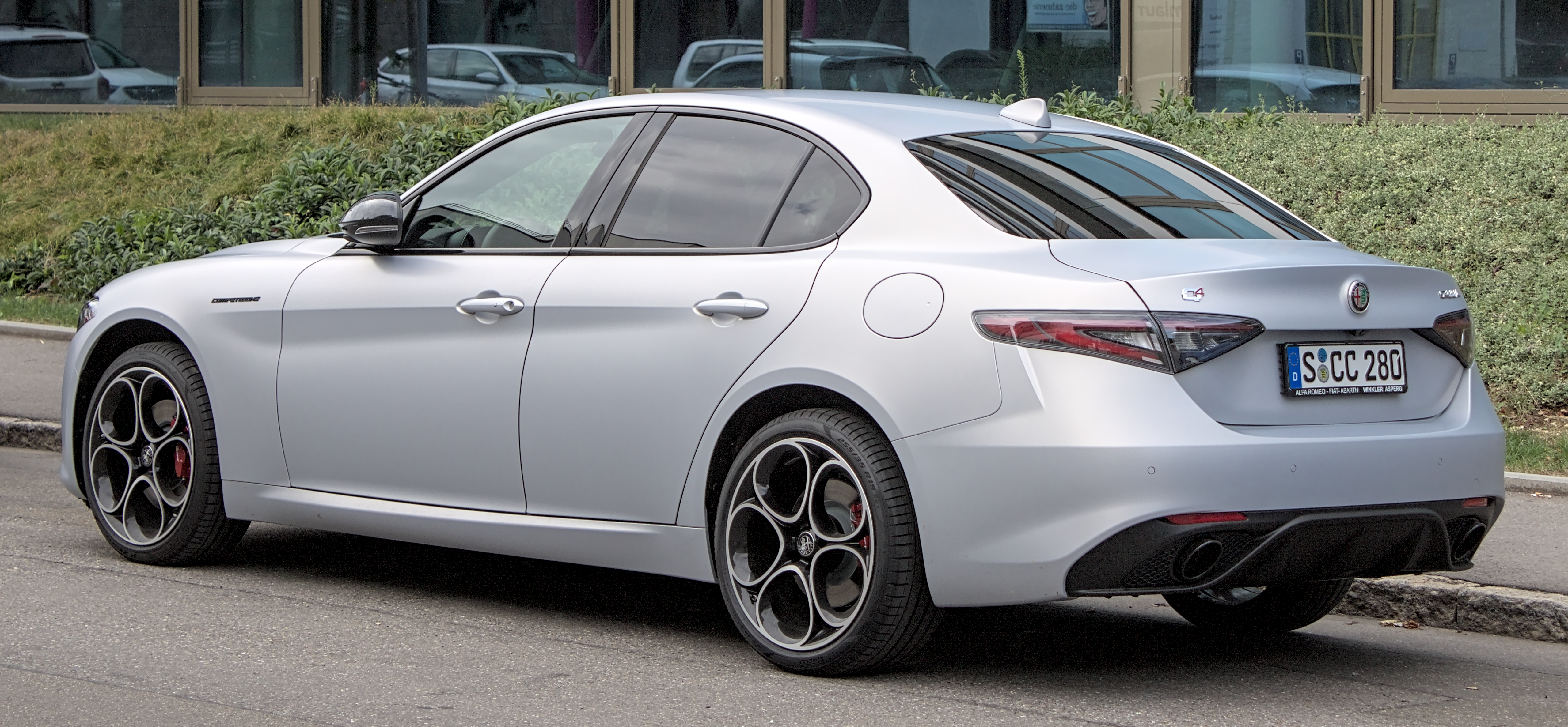
2023年改良型 リア